# Patrica
Patrica là một đô thị ở tỉnh Frosinone trong vùng Lazio, có vị trí cách khoảng 70 km về phía đông nam của Roma và khoảng 10 km về phía tây nam của Frosinone. Đô thị này thuộc Valle Latina, gần Monti Lepini.
Patrica giáp các đô thị: Ceccano, Frosinone, Giuliano di Roma, Supino.